# Кротково-Городище
Кротково-Городище — исчезнувшее село Мелекесского района Ульяновской области РСФСР, существовавшее до 1955 года. Затоплено Куйбышевским водохранилищем.

## География
Село располагалось в 35 км к юго-западу от районного центра г. Мелекесс, в 65 км от Ульяновска, в 6 км от села Бирля, Кондаковка — 4 км, Рязаново — 5 км и Никольское-на-Черемшане — 3 км, на берегу реки Черемшан.

## История
Село основано в 1706 году, его первым владельцем стал сподвижник Петра I А. Д. Меншиков .
В начале XVIII века был построен деревянный однопрестольный храм во имя Архистратига Михаила и село стало называться Архангельское Городище. В 1830 году он был капитально отремонтирован Кротковым, а в 1869 году запечатанный из-за ветхости.
На 1780 год село Городище, при реке Черемшан.
В 1806 году, на средства помещика Дмитрия Степановича Кроткова, была построена деревянная  Михайло-Архангельская церковь. Трёхпрестольная: во имя Архистратига Михаила, Николая Чудотворца и святого Дмитрия Ростовского.
На 1859 год село Городище (Архангельское) владельческих крестьян, при пруде Грязнухе, в 1-м стане, по торговому тракту из г. Оренбурга в г. Симбирск, имелось: две церкви, одна фабрика, один завод и три мельницы.
На 1900 год в селе Городищи на реке Черемшан, имелось: две церкви, церковно-приходская школа, кирпичный завод, 2 ветряные мельницы и одна водяная мельница, маслобойня.
На 1910 год село Кротковые Городищи в Черемшанской волости, имелось: две церкви, церковно-приходская школа, кирпичный завод.
Во времена НЭПа городищенцами был основан п. Ленинский, а в 1930 году нём был основан колхоз «имени В. И. Ленина».
Михайло-Архангельская церковь была закрыта в 1930-е годы, уничтожена пожаром в 1955 году.
С устройством Куйбышевского водохранилища в 1955 году жители села переселились в село Никольское-на-Черемшане.
Административно-территориальная принадлежность
В 1708 году деревня вошла в состав Синбирского уезда Казанской губернии.
С 1719 года в составе Синбирской провинции Астраханской губернии.
В 1728 году вернули в состав Синбирского уезда Казанской губернии.
С 1780 года деревня в составе Ставропольского уезда Симбирского наместничества.
С 1796 года в составе Ставропольского уезда Симбирской губернии.
С 1851 года в составе 1-го стана Ставропольского уезда Самарской губернии.
С 1860 года в составе Черемшанской волости Ставропольского уезда Самарской губернии.
С 1919 года, ввиду разукрупнения Ставропольского уезда, вошла в состав новообразованного Мелекесского уезда.
С 25 февраля 1924 года в составе Черемшанского сельсовета Мелекесского уезда Самарской губернии.
6 января 1926 года — в Мелекесском уезде Ульяновской губернии.
В 1928—1929 и 1935—1956 годах село входило в состав Николо-Черемшанского района. В 1929—1935 годах — Мелекесском районе.
С 14 мая 1928 году — Ульяновского округа Средне-Волжской области.
С 29 октября 1929 года — Средне-Волжского края, с 30 июля 1930 года — Куйбышевского края и с 1936 года — Куйбышевской области.
С 19 января 1943 года в составе Ульяновской области.
7 июля 1953 года, ввиду предстоящего затопления Куйбышевским водохранилищем, Черемшанский сельсовет был упразднён.
2 ноября 1956 года Николо-Черемшанский район был упразднён, а его территория вошла в состав Мелекесского района Ульяновской области.

## Население
- На 1859 год — в 257 дворах жило: 660 муж. и 686 жен.[6]
- На 1900 год — в 305 дворах жило: 666 муж. и 733 жен. (1399)[7];
- На 1910 год — в 297 дворах жило: 875 муж. и 896 жен.[8];
- На 1928 год — в 315 дворах жило: 597 муж. и 635 жен. (1282)[9];
- На 1930 год — в 317 дворах жило 1101 житель[13].

## Известные уроженцы
- Узатис Алексей Иванович — русский горный инженер[14][15].